# Dirk Blocker
Dennis Dirk Blocker (* 31. Juli 1957 in Hollywood, Los Angeles, Kalifornien) ist ein US-amerikanischer Schauspieler. 

## Leben
Er ist ein Sohn des Schauspielers Dan Blocker. In Deutschland wurde er durch seine Rolle als Lieutenant Jerry Bragg in der Serie Pazifikgeschwader 214 (1976–1978) bekannt. Er hatte in Hebt die Titanic (1980) eine Rolle und Gastauftritte in Serien wie Unsere kleine Farm, MacGyver, Akte X – Die unheimlichen Fälle des FBI, Beverly Hills 90210, Walker, Texas Ranger und CHiPs. In weiteren kleinen Rollen erschien er in den Filmen Poltergeist, Die Fürsten der Dunkelheit sowie bei den Serien M*A*S*H, Mord ist ihr Hobby und Matlock. Von 2013 bis 2021 war er in Brooklyn Nine-Nine als Detective Michael Hitchcock zu sehen.

## Persönliches
Seit 1990 ist er mit der US-Schauspielerin Danielle Aubuchon verheiratet, mit der er eine gemeinsame Tochter hat.